# 2015年のJリーグカップ
2015年のJリーグカップは、2015年3月18日より開催され、同年10月31日に決勝が行われた、第23回Jリーグカップである。 鹿島アントラーズが3年ぶり6回目の優勝を果たした。

## 大会名称
ヤマザキナビスコを冠スポンサーとして「2015Jリーグヤマザキナビスコカップ」の名称で行う。

## 大会レギュレーション
大会の基本レギュレーションについては2014年12月16日にJリーグより発表された。基本的には2014年大会までの大会方式を踏襲しているが、AFCチャンピオンズリーグ2015 (ACL) の出場チームの進出ステージ割り当て変更に伴い、シードチームの割り当てが一部変則的になっている。
- J1リーグに参加する18チームが出場。昇格組では湘南ベルマーレが2013年大会以来2年ぶり、モンテディオ山形が2011年大会以来4年ぶりの参加となる他、J1初昇格の松本山雅FCが初出場となる。
  - 18クラブのうち、ガンバ大阪、浦和レッドダイヤモンズ、鹿島アントラーズの3チームはACLグループステージに出場するため、グループリーグは免除され、決勝トーナメントからの出場。
  - 柏レイソルはACLプレーオフに出場するため、ACLプレーオフに勝利してACLグループステージに進出した場合にグループリーグを免除となり、ACLプレーオフに敗退した場合はグループリーグ（Aグループ）からの出場となる。その後、2月17日に開催されたACLプレーオフ（ラウンド3）に勝利し本戦出場が決定したため、ナビスコカップはグループリーグ免除が決定。
- グループリーグはACLグループステージで予選リーグシードのG大阪、浦和、鹿島、柏を除いた14チームを2組に分けて、各組1回総当たりでリーグ戦を行う。
  - Aグループ : FC東京、湘南ベルマーレ、ヴァンフォーレ甲府、松本山雅FC、アルビレックス新潟、サンフレッチェ広島、サガン鳥栖
  - Bグループ : ベガルタ仙台、モンテディオ山形、川崎フロンターレ、横浜F・マリノス、清水エスパルス、名古屋グランパス、ヴィッセル神戸
  - グループリーグは全試合90分（前後半45分ハーフ、延長戦なし）とし、勝ち点の多い順にグループ内の順位を決定する（勝ち点で並んだ場合には「得失点差」「総得点数」「当該チーム間の対戦成績」「反則ポイント」「抽選」の順により優劣を決定）。
  - 各グループの上位2クラブが決勝トーナメント進出[注 1]。
- 決勝トーナメントはグループリーグを勝ち抜いた4クラブにG大阪、浦和、鹿島、柏を加えた8クラブによって行われる。
  - 準々決勝・準決勝
    - ホーム・アンド・アウェーでの2試合制。以下の方法で優劣を決定する。

    1. 2試合における合計得点数（＝得失点差）
    2. アウェーでの得点数（アウェーゴールルール）
    3. 並んだ場合は第2戦の後半終了後、引き続き15分ハーフの延長戦（アウェーゴールルールは採用せず）
    4. それでも決しない場合はPK戦（双方5人ずつ。決着しない場合は6人目以降サドンデス方式）

  - 決勝
    - 中立地での1試合勝負。90分で同点の場合は延長戦→PK戦で決着する。

  - 組み合わせ抽選は2015年6月29日に、前年同様決勝トーナメント進出クラブ代表によるオープンドロー（公開抽選）により行われた[2] が、今回はオープンドローの模様がフジテレビの動画配信サイト「フジテレビ+」とJリーグ公式サイト（共にYouTube[3] 経由）によりライブストリーミング中継が行われた他、当日深夜の『すぽると!』においてもこの模様を抜粋したものを放送した[4][注 2]。立会人は村井満JリーグチェアマンとJリーグ女子マネージャーの佐藤美希。司会は永島昭浩と青嶋達也。参加者は柴崎岳（鹿島）、関根貴大（浦和）、武富孝介（柏）、吉本一謙（FC東京）、指宿洋史（新潟）、川又堅碁（名古屋）、丹羽大輝（G大阪）、安田理大（神戸）[5]。

## 大会日程
日程の概略については2014年12月16日に発表となり、2015年1月22日に詳細が発表になった。この時点でグループリーグ参加が未定の柏については暫定的にAグループの日程に組み込まれ、柏がACLプレーオフに勝利したため、柏との対戦カードが組まれたクラブが試合なしとなった。
なお、決勝の会場は前年大会と同様、埼玉スタジアム2002で開催される。
| ステージ         | ラウンド       | 第1戦          | 第2戦                                 | 備考                                             |
| ---------------- | -------------- | -------------- | ------------------------------------- | ------------------------------------------------ |
| グループリーグ   | 第1節          | 2015年3月18日  | 2015年3月18日                         | 広島（Aグループ）、神戸（Bグループ）試合なし     |
| グループリーグ   | 第2節          | 2015年3月28日  | 2015年3月28日                         | 甲府（Aグループ）、川崎（Bグループ）試合なし     |
| グループリーグ   | 第3節          | 2015年4月8日   | 2015年4月8日                          | FC東京（Aグループ）、横浜FM（Bグループ）試合なし |
| グループリーグ   | 第4節          | 2015年4月22日  | 2015年4月22日                         | 湘南（Aグループ）、山形（Bグループ）試合なし     |
| グループリーグ   | 第5節          | 2015年5月20日  | 2015年5月20日                         | 新潟（Aグループ）、仙台（Bグループ）試合なし     |
| グループリーグ   | 第6節          | 2015年5月27日  | 2015年5月27日                         | 松本（Aグループ）、名古屋（Bグループ）試合なし   |
| グループリーグ   | 第7節          | 2015年6月3日   | 2015年6月3日                          | 鳥栖（Aグループ）、清水（Bグループ）試合なし     |
| 決勝トーナメント |                |                |                                       |                                                  |
| 準々決勝         | 2015年9月2日   | 2015年9月6日   | ACL2015グループリーグ出場チームの出場 |                                                  |
| 準決勝           | 2015年10月7日  | 2015年10月11日 |                                       |                                                  |
| 決勝             | 2015年10月31日 | 2015年10月31日 |                                       |                                                  |

## グループリーグ

### Aグループ
| 順 | チーム             | 試 | 勝 | 分 | 敗 | 得 | 失 | 差 | 点 | 出場権               |     | TOK | ALB | SFR | SHO | SAG | YAM | VEN |
| -- | ------------------ | -- | -- | -- | -- | -- | -- | -- | -- | -------------------- | --- | --- | --- | --- | --- | --- | --- | --- |
| 1  | FC東京             | 6  | 3  | 3  | 0  | 8  | 4  | +4 | 12 | ノックアウトステージ |     |     | 2–1 |     |     | 2–0 |     | 2–1 |
| 2  | アルビレックス新潟 | 6  | 3  | 2  | 1  | 9  | 4  | +5 | 11 | ノックアウトステージ |     |     |     | 0–0 | 2–0 | 1–0 |     |     |
| 3  | サンフレッチェ広島 | 6  | 2  | 3  | 1  | 9  | 6  | +3 | 9  |                      |     | 1–1 |     |     | 2–2 |     |     | 2–0 |
| 4  | 湘南ベルマーレ     | 6  | 2  | 3  | 1  | 5  | 5  | 0  | 9  |                      | 0–0 |     |     |     |     | 2–1 | 1–0 |     |
| 5  | サガン鳥栖         | 6  | 2  | 2  | 2  | 3  | 4  | −1 | 8  |                      |     |     | 1–0 | 0–0 |     | 2–1 |     |     |
| 6  | 松本山雅FC         | 6  | 1  | 1  | 4  | 8  | 13 | −5 | 4  |                      | 1–1 | 0–3 | 2–4 |     |     |     |     |     |
| 7  | ヴァンフォーレ甲府 | 6  | 0  | 2  | 4  | 4  | 10 | −6 | 2  |                      |     | 2–2 |     |     | 0–0 | 1–3 |     |     |

| 第1節 2015年3月18日 | FC東京                      | 2 - 1    | アルビレックス新潟 | 調布市                                                  |  |
| 19:04               | 石川直宏 65分 · 林容平 78分 | 公式記録 | 山本康裕 2分       | 競技場: 味の素スタジアム 観客数: 9,476人 主審: 榎本一慶 |  |

| 第1節 2015年3月18日 | 湘南ベルマーレ | 1 - 0    | ヴァンフォーレ甲府 | 平塚市                                                             |  |
| 19:04               | 坪井慶介 71分  | 公式記録 |                    | 競技場: Shonan BMW スタジアム平塚 観客数: 5,541人 主審: 福島孝一郎 |  |

| 第1節 2015年3月18日 | サガン鳥栖                              | 2 - 1    | 松本山雅FC    | 鳥栖市                                                            |  |
| 19:04               | 水沼宏太 72分 · キム・ミンヒョク 90+4分 | 公式記録 | 塩沢勝吾 86分 | 競技場: ベストアメニティスタジアム 観客数: 4,741人 主審: 山本雄大 |  |

| 第2節 2015年3月28日 | アルビレックス新潟 | 0 - 0    | サンフレッチェ広島 | 新潟市                                                               |  |
| 14:00               |                    | 公式記録 |                    | 競技場: デンカビッグスワンスタジアム 観客数: 12,049人 主審: 高山啓義 |  |

| 第2節 2015年3月28日 | 松本山雅FC           | 1 - 1    | FC東京      | 松本市                                                                 |  |
| 17:03               | 前田遼一 33分 (o.g.) | 公式記録 | 東慶悟 56分 | 競技場: 長野県松本平広域公園総合球技場 観客数: 13,870人 主審: 上田益也 |  |

| 第2節 2015年3月28日 | サガン鳥栖 | 0 - 0    | 湘南ベルマーレ | 鳥栖市                                                            |  |
| 17:03               |            | 公式記録 |                | 競技場: ベストアメニティスタジアム 観客数: 7,694人 主審: 村上伸次 |  |

| 第3節 2015年4月8日 | ヴァンフォーレ甲府 | 1 - 3    | 松本山雅FC                          | 甲府市                                                    |  |
| 19:04              | 阿部拓馬 13分      | 公式記録 | 坂井達弥 60分, 84分 · 前田直輝 72分 | 競技場: 山梨中銀スタジアム 観客数: 5,125人 主審: 西村雄一 |  |

| 第3節 2015年4月8日 | アルビレックス新潟 | 1 - 0    | サガン鳥栖 | 新潟市                                                              |  |
| 19:03              | 山崎亮平 45分      | 公式記録 |            | 競技場: デンカビッグスワンスタジアム 観客数: 6,654人 主審: 飯田淳平 |  |

| 第3節 2015年4月8日 | サンフレッチェ広島    | 2 - 2    | 湘南ベルマーレ                        | 広島市                                                          |  |
| 19:04              | 浅野拓磨 25分, 90+3分 | 公式記録 | ブルーノ・セザル 14分 · 古林将太 45分 | 競技場: エディオンスタジアム広島 観客数: 4,684人 主審: 吉田寿光 |  |

| 第4節 2015年4月22日 | FC東京              | 2 - 0    | サガン鳥栖 | 調布市                                                |  |
| 19:04               | 三田啓貴 18分, 57分 | 公式記録 |            | 競技場: 味の素スタジアム 観客数: 8,583人 主審: 松尾一 |  |

| 第4節 2015年4月22日 | ヴァンフォーレ甲府           | 2 - 2    | アルビレックス新潟            | 甲府市                                                    |  |
| 19:04               | 盛田剛平 1分 · 堀米勇輝 16分 | 公式記録 | 山本康裕 35分 · 川口尚紀 82分 | 競技場: 山梨中銀スタジアム 観客数: 5,032人 主審: 山本雄大 |  |

| 第4節 2015年4月22日 | 松本山雅FC                   | 2 - 4    | サンフレッチェ広島                                    | 松本市                                                                |  |
| 19:03               | 後藤圭太 4分 · 石原崇兆 50分 | 公式記録 | 佐々木翔 26分 · 野津田岳人 34分, 41分 · 浅野拓磨 67分 | 競技場: 長野県松本平広域公園総合球技場 観客数: 8,468人 主審: 扇谷健司 |  |

| 第5節 2015年5月20日 | FC東京                | 2 - 1    | ヴァンフォーレ甲府 | 調布市                                                  |  |
| 19:04               | 武藤嘉紀 41分, 90+4分 | 公式記録 | 松本大輝 85分      | 競技場: 味の素スタジアム 観客数: 8,699人 主審: 家本政明 |  |

| 第5節 2015年5月20日 | 湘南ベルマーレ                 | 2 - 1    | 松本山雅FC    | 平塚市                                                         |  |
| 19:04               | 武田英二郎 7分 · 山田直輝 77分 | 公式記録 | 池元友樹 56分 | 競技場: Shonan BMW スタジアム平塚 観客数: 5,699人 主審: 東城穣 |  |

| 第5節 2015年5月20日 | サガン鳥栖  | 1 - 0    | サンフレッチェ広島 | 鳥栖市                                                            |  |
| 19:04               | 吉田豊 77分 | 公式記録 |                    | 競技場: ベストアメニティスタジアム 観客数: 5,316人 主審: 佐藤隆治 |  |

| 第6節 2015年5月27日 | ヴァンフォーレ甲府 | 0 - 0    | サガン鳥栖 | 甲府市                                                  |  |
| 19:04               |                    | 公式記録 |            | 競技場: 山梨中銀スタジアム 観客数: 4,479人 主審: 岡宏道 |  |

| 第6節 2015年5月27日 | アルビレックス新潟            | 2 - 0    | 湘南ベルマーレ | 新潟市                                                                |  |
| 19:03               | 指宿洋史 86分 · 山崎亮平 87分 | 公式記録 |                | 競技場: デンカビッグスワンスタジアム 観客数: 7,913人 主審: 福島孝一郎 |  |

| 第6節 2015年5月27日 | サンフレッチェ広島 | 1 - 1    | FC東京        | 広島市                                                          |  |
| 19:04               | 清水航平 79分      | 公式記録 | 林容平 90+1分 | 競技場: エディオンスタジアム広島 観客数: 6,701人 主審: 木村博之 |  |

| 第7節 2015年6月3日 | 湘南ベルマーレ | 0 - 0    | FC東京 | 平塚市                                                           |  |
| 19:04              |                | 公式記録 |        | 競技場: Shonan BMW スタジアム平塚 観客数: 6,582人 主審: 村上伸次 |  |

| 第7節 2015年6月3日 | 松本山雅FC | 0 - 3    | アルビレックス新潟                          | 松本市                                                                |  |
| 19:03              |            | 公式記録 | 山崎亮平 70分 · 平松宗 79分 · 指宿洋史 82分 | 競技場: 長野県松本平広域公園総合球技場 観客数: 8,427人 主審: 山本雄大 |  |

| 第7節 2015年6月3日 | サンフレッチェ広島            | 2 - 0    | ヴァンフォーレ甲府 | 広島市                                                            |  |
| 19:04              | 浅野拓磨 37分 · 清水航平 84分 | 公式記録 |                    | 競技場: エディオンスタジアム広島 観客数: 5,730人 主審: 三上正一郎 |  |

### Bグループ
| 順 | チーム           | 試 | 勝 | 分 | 敗 | 得 | 失 | 差 | 点 | 出場権               |     | GRA | VIS | FRO | MON | YMA | SSP | VEG |
| -- | ---------------- | -- | -- | -- | -- | -- | -- | -- | -- | -------------------- | --- | --- | --- | --- | --- | --- | --- | --- |
| 1  | 名古屋グランパス | 6  | 4  | 1  | 1  | 12 | 11 | +1 | 13 | ノックアウトステージ |     |     | 0–4 |     |     | 1–0 |     | 3–2 |
| 2  | ヴィッセル神戸   | 6  | 3  | 2  | 1  | 11 | 5  | +6 | 11 | ノックアウトステージ |     |     |     | 0–0 | 3–1 |     | 1–2 |     |
| 3  | 川崎フロンターレ | 6  | 2  | 3  | 1  | 7  | 6  | +1 | 9  |                      |     | 1–3 |     |     | 1–1 |     |     | 1–1 |
| 4  | モンテディオ山形 | 6  | 2  | 2  | 2  | 10 | 11 | −1 | 8  |                      | 3–3 |     |     |     | 0–2 | 3–1 |     |     |
| 5  | 横浜F・マリノス  | 6  | 2  | 0  | 4  | 7  | 7  | 0  | 6  |                      |     | 2–3 | 1–2 |     |     | 2–0 |     |     |
| 6  | 清水エスパルス   | 6  | 2  | 0  | 4  | 6  | 11 | −5 | 6  |                      | 1–2 |     | 0–2 |     |     |     | 2–1 |     |
| 7  | ベガルタ仙台     | 6  | 1  | 2  | 3  | 6  | 8  | −2 | 5  |                      |     | 0–0 |     | 1–2 | 1–0 |     |     |     |

| 第1節 2015年3月18日 | モンテディオ山形                                 | 3 - 1    | 清水エスパルス | 天童市                                                        |  |
| 19:04               | 伊東俊 38分 · 中島裕希 64分 · 枝村匠馬 72分 (OG) | 公式記録 | 白崎凌兵 52分  | 競技場: NDソフトスタジアム山形 観客数: 4,025人 主審: 西村雄一 |  |

| 第1節 2015年3月18日 | 川崎フロンターレ | 1 - 3    | 名古屋グランパス                    | 川崎市                                                   |  |
| 19:03               | 大久保嘉人 12分  | 公式記録 | 永井謙佑 42分 · 川又堅碁 49分, 88分 | 競技場: 等々力陸上競技場 観客数: 12,253人 主審: 扇谷健司 |  |

| 第1節 2015年3月18日 | ベガルタ仙台    | 1 - 0    | 横浜F・マリノス | 仙台市                                                          |  |
| 19:35               | ウイルソン 26分 | 公式記録 |                 | 競技場: ユアテックスタジアム仙台 観客数: 7,099人 主審: 木村博之 |  |

| 第2節 2015年3月28日 | 横浜F・マリノス                    | 2 - 0    | 清水エスパルス | 横浜市                                                     |  |
| 14:03               | 平岡康裕 59分 (OG) · ファビオ 69分 | 公式記録 |                | 競技場: ニッパツ三ツ沢球技場 観客数: 10,192人 主審: 廣瀬格 |  |

| 第2節 2015年3月28日 | 名古屋グランパス                          | 3 - 2    | ベガルタ仙台                    | 名古屋市                                                          |  |
| 14:04               | 松田力 11分 · 矢田旭 13分 · 小川佳純 26分 | 公式記録 | ウイルソン 49分 · 鎌田次郎 55分 | 競技場: 名古屋市瑞穂公園陸上競技場 観客数: 6,918人 主審: 家本政明 |  |

| 第2節 2015年3月28日 | ヴィッセル神戸                           | 3 - 1    | モンテディオ山形 | 神戸市                                                        |  |
| 17:00               | 石津大介 29分 · 渡邉千真 79分, 90分 (PK) | 公式記録 | 松岡亮輔 58分    | 競技場: ノエビアスタジアム神戸 観客数: 5,617人 主審: 池内明彦 |  |

| 第3節 2015年4月8日 | モンテディオ山形                      | 3 - 3    | 名古屋グランパス                                 | 天童市                                                        |  |
| 19:04              | 當間建文 40分, 56分 · 萬代宏樹 90+2分 | 公式記録 | 竹内彬 8分 · 矢田旭 49分 · ノヴァコヴィッチ 63分 | 競技場: NDソフトスタジアム山形 観客数: 3,588人 主審: 山本雄大 |  |

| 第3節 2015年4月8日 | 清水エスパルス | 0 - 2    | 川崎フロンターレ                    | 静岡市                                                   |  |
| 19:04              |                | 公式記録 | 森谷賢太郎 61分 · エウシーニョ 76分 | 競技場: IAIスタジアム日本平 観客数: 4,859人 主審: 岡宏道 |  |

| 第3節 2015年4月8日 | ベガルタ仙台 | 0 - 0    | ヴィッセル神戸 | 仙台市                                                        |  |
| 19:34              |              | 公式記録 |                | 競技場: ユアテックスタジアム仙台 観客数: 6,206人 主審: 松尾一 |  |

| 第4節 2015年4月22日 | 清水エスパルス              | 2 - 1    | ベガルタ仙台  | 静岡市                                                     |  |
| 19:04               | 大前元紀 19分 · 澤田崇 77分 | 公式記録 | 金園英学 36分 | 競技場: IAIスタジアム日本平 観客数: 5,174人 主審: 吉田寿光 |  |

| 第4節 2015年4月22日 | 名古屋グランパス               | 1 - 0    | 横浜F・マリノス | 名古屋市                                                    |  |
| 19:04               | 田中マルクス闘莉王 45+2分 (PK) | 公式記録 |                 | 競技場: パロマ瑞穂スタジアム 観客数: 5,696人 主審: 岡部拓人 |  |

| 第4節 2015年4月22日 | ヴィッセル神戸 | 0 - 0    | 川崎フロンターレ | 神戸市                                                        |  |
| 19:04               |                | 公式記録 |                  | 競技場: ノエビアスタジアム神戸 観客数: 5,079人 主審: 佐藤隆治 |  |

| 第5節 2015年5月20日 | 川崎フロンターレ  | 1 - 1    | モンテディオ山形 | 川崎市                                                     |  |
| 19:03               | エウシーニョ 64分 | 公式記録 | 山﨑雅人 54分    | 競技場: 等々力陸上競技場 観客数: 10,435人 主審: 三上正一郎 |  |

| 第5節 2015年5月20日 | 清水エスパルス | 1 - 2    | 名古屋グランパス                        | 静岡市                                                     |  |
| 19:04               | 北川航也 20分  | 公式記録 | 小屋松知哉 66分 · ノヴァコヴィッチ 86分 | 競技場: IAIスタジアム日本平 観客数: 6,315人 主審: 木村博之 |  |

| 第5節 2015年5月20日 | 横浜F・マリノス               | 2 - 3    | ヴィッセル神戸                           | 横浜市                                                      |  |
| 19:33               | 富澤清太郎 69分 · 伊藤翔 78分 | 公式記録 | 渡邉千真 21分, 62分 (PK) · 森岡亮太 82分 | 競技場: ニッパツ三ツ沢球技場 観客数: 5,544人 主審: 榎本一慶 |  |

| 第6節 2015年5月27日 | ヴィッセル神戸    | 1 - 2    | 清水エスパルス                | 神戸市                                                        |  |
| 19:04               | フェフージン 49分 | 公式記録 | 高木善朗 69分 · 加賀美翔 77分 | 競技場: ノエビアスタジアム神戸 観客数: 8,317人 主審: 今村義朗 |  |

| 第6節 2015年5月27日 | ベガルタ仙台 | 1 - 2    | モンテディオ山形              | 仙台市                                                          |  |
| 19:33               | 梁勇基 62分  | 公式記録 | アルセウ 24分 · 萬代宏樹 39分 | 競技場: ユアテックスタジアム仙台 観客数: 8,030人 主審: 吉田寿光 |  |

| 第6節 2015年5月27日 | 横浜F・マリノス | 1 - 2    | 川崎フロンターレ                  | 横浜市                                                      |  |
| 19:30               | ファビオ 70分   | 公式記録 | エウシーニョ 38分 · 杉本健勇 84分 | 競技場: ニッパツ三ツ沢球技場 観客数: 8,803人 主審: 山本雄大 |  |

| 第7節 2015年6月3日 | モンテディオ山形 | 0 - 2    | 横浜F・マリノス                             | 天童市                                                      |  |
| 19:04              |                  | 公式記録 | ラフィーニャ 15分 · 熊谷アンドリュー 45+2分 | 競技場: NDソフトスタジアム山形 観客数: 3,605人 主審: 東城穣 |  |

| 第7節 2015年6月3日 | 川崎フロンターレ | 1 - 1    | ベガルタ仙台    | 川崎市                                                  |  |
| 19:04              | 大久保嘉人 45分  | 公式記録 | 蜂須賀孝治 37分 | 競技場: 等々力陸上競技場 観客数: 9,523人 主審: 扇谷健司 |  |

| 第7節 2015年6月3日 | 名古屋グランパス | 0 - 4    | ヴィッセル神戸                                                        | 名古屋市                                                  |  |
| 19:04              |                  | 公式記録 | チョン・ウヨン 49分 · ペドロ・ジュニオール 61分, 74分 · 渡邉千真 66分 | 競技場: パロマ瑞穂スタジアム 観客数: 4,466人 主審: 岡宏道 |  |

## 決勝トーナメント
準々決勝と準決勝については、トーナメント表上段のチームが、第2戦をホームで行う。
抽選に当たっては、ホームスタジアムの都合により浦和が準々決勝第2戦ホーム、神戸が準決勝第1戦ホームになるように両チームのポジションが先に決められ、その後に村井チェアマンがチームを選びチーム代表がポジションの抽選を行う方法で行われた。
|  | 準々決勝 （9月2日・9月6日） | 準々決勝 （9月2日・9月6日） | 準々決勝 （9月2日・9月6日） | 準々決勝 （9月2日・9月6日） |   |                  | 準決勝 （10月7日・10月11日） | 準決勝 （10月7日・10月11日） | 準決勝 （10月7日・10月11日） | 準決勝 （10月7日・10月11日） |  |  | 決勝 （10月31日） | 決勝 （10月31日） |
|  |                             |                             |                             |                             |   |                  |                              |                              |                              |                              |  |  |                   |                   |
|  | 鹿島アントラーズ            | 2                           | 3                           | 5                           |   |                  |                              |                              |                              |                              |  |  |                   |                   |
|  | FC東京                      | 2                           | 0                           | 2                           |   |                  |                              |                              |                              |                              |  |  |                   |                   |
|  | FC東京                      | 2                           | 0                           | 2                           |   | 鹿島アントラーズ | 2                            | 4                            | 6                            |                              |  |  |                   |                   |
|  |                             |                             |                             |                             |   | 鹿島アントラーズ | 2                            | 4                            | 6                            |                              |  |  |                   |                   |
|  |                             | ヴィッセル神戸              | 1                           | 1                           | 2 |                  |                              |                              |                              |                              |  |  |                   |                   |
|  | ヴィッセル神戸              | ヴィッセル神戸              | 1                           | 1                           | 2 | 2                | 2                            | 4                            |                              |                              |  |  |                   |                   |
|  | ヴィッセル神戸              |                             |                             |                             |   | 2                | 2                            | 4                            |                              |                              |  |  |                   |                   |
|  | 柏レイソル                  | 0                           | 3                           | 3                           |   |                  |                              |                              |                              |                              |  |  |                   |                   |
|  |                             |                             |                             |                             |   |                  |                              |                              |                              |                              |  |  | 鹿島アントラーズ  | 3                 |
|  |                             |                             | ガンバ大阪                  | 0                           |   |                  |                              |                              |                              |                              |  |  |                   |                   |
|  | 名古屋グランパス            | 1                           | 2                           | 3 (9)                       |   |                  |                              |                              |                              |                              |  |  |                   |                   |
|  | ガンバ大阪 (PK)             | 1                           | 2                           | 3 (10)                      |   |                  |                              |                              |                              |                              |  |  |                   |                   |
|  | ガンバ大阪 (PK)             | 1                           | 2                           | 3 (10)                      |   | ガンバ大阪       | 1                            | 2                            | 3                            |                              |  |  |                   |                   |
|  |                             |                             |                             |                             |   | ガンバ大阪       | 1                            | 2                            | 3                            |                              |  |  |                   |                   |
|  |                             | アルビレックス新潟          | 2                           | 0                           | 2 |                  |                              |                              |                              |                              |  |  |                   |                   |
|  | 浦和レッズ                  | アルビレックス新潟          | 2                           | 0                           | 2 | 0                | 3                            | 3                            |                              |                              |  |  |                   |                   |
|  | 浦和レッズ                  |                             |                             |                             |   | 0                | 3                            | 3                            |                              |                              |  |  |                   |                   |
|  | アルビレックス新潟          | 5                           | 0                           | 5                           |   |                  |                              |                              |                              |                              |  |  |                   |                   |

### 準々決勝
| チーム #1        | 合計              | チーム #2          | 第1戦 | 第2戦        |
| ---------------- | ----------------- | ------------------ | ----- | ------------ |
| 鹿島アントラーズ | 5 - 2             | FC東京             | 2 - 2 | 3 - 0        |
| ヴィッセル神戸   | 4 - 3             | 柏レイソル         | 2 - 0 | 2 - 3        |
| 名古屋グランパス | 3 - 3 (PK 9 - 10) | ガンバ大阪         | 1 - 1 | 2 - 2 (延長) |
| 浦和レッズ       | 3 - 5             | アルビレックス新潟 | 0 - 5 | 3 - 0        |

#### 第1戦
| 2015年9月2日 19:04 |

| FC東京                        | 2 - 2    | 鹿島アントラーズ            |
| 河野広貴 15分 · 中島翔哉 88分 | 公式記録 | 赤崎秀平 43分 · 遠藤康 61分 |

| 味の素スタジアム, 調布 観客数: 10,443人 主審: 家本政明 |

| 2015年9月2日 19:00 |

| 柏レイソル | 0 - 2    | ヴィッセル神戸                |
|            | 公式記録 | 石津大介 65分 · 渡邉千真 85分 |

| 日立柏サッカー場, 柏 観客数: 4,442人 主審: 福島孝一郎 |

| 2015年9月2日 19:00 |

| ガンバ大阪   | 1 - 1    | 名古屋グランパス |
| 二川孝広 6分 | 公式記録 | 野田隆之介 76分  |

| 万博記念競技場, 吹田 観客数: 6,064人 主審: 木村博之 |

| 2015年9月2日 19:03 |

| アルビレックス新潟                                                                      | 5 - 0    | 浦和レッズ |
| 山崎亮平 45+3分 · 舞行龍ジェームズ 50分 · 指宿洋史 56分, 75分 · ラファエル・シルバ 82分 | 公式記録 |            |

| デンカビッグスワンスタジアム, 新潟 観客数: 7,603人 主審: 吉田寿光 |

#### 第2戦
| 2015年9月6日 18:34 |

| 鹿島アントラーズ                   | 3 - 0    | FC東京 |
| 金崎夢生 7分, 60分 · 遠藤康 90+5分 | 公式記録 |        |

| カシマサッカースタジアム, 鹿嶋 観客数: 8,568人 主審: 東城穣 |

二試合合計スコア 5 - 2で鹿島アントラーズが準決勝進出
| 2015年9月6日 20:04 |

| ヴィッセル神戸                  | 2 - 3    | 柏レイソル                            |
| レアンドロ 34分 · 森岡亮太 58分 | 公式記録 | エデルソン 24分, 51分 · 工藤壮人 31分 |

| 神戸総合運動公園ユニバー記念競技場, 神戸 観客数: 6,330人 主審: 扇谷健司 |

二試合合計スコア 4 - 3でヴィッセル神戸が準決勝進出
| 2015年9月6日 19:34 |

| 名古屋グランパス                                                                                             | 2 - 2 (延長) | ガンバ大阪                                                                                             |
| 野田隆之介 7分 · 田中マルクス闘莉王 105分                                                                    | 公式記録     | 阿部浩之 41分 · 岩下敬輔 94分                                                                          |
| | PK戦         | |
| 田中マルクス闘莉王 野田隆之介 田口泰士 竹内彬 小川佳純 矢野貴章 望月嶺臣 磯村亮太 牟田雄祐 本多勇喜 高木義成 | 9 - 10       | 遠藤保仁 倉田秋 今野泰幸 パトリック リンス 岩下敬輔 井手口陽介 金正也 オ・ジェソク 藤春廣輝 藤ヶ谷陽介 |

| パロマ瑞穂スタジアム, 名古屋 観客数: 8,064人 主審: 飯田淳平 |

二試合合計スコア 2 - 2（アウェーゴール1 - 1）で延長戦を実施、延長戦スコア1 - 1（合計3 - 3）で決着がつかないためPK戦を実施し、10 - 9でガンバ大阪が準決勝進出
| 2015年9月6日 19:05 |

| 浦和レッズ                             | 3 - 0    | アルビレックス新潟 |
| 阿部勇樹 55分, 70分 (PK) · 李忠成 58分 | 公式記録 |                    |

| 埼玉スタジアム2002, さいたま 観客数: 16,781人 主審: 松尾一 |

二試合合計スコア 5 - 3でアルビレックス新潟が準決勝進出

### 準決勝
| チーム #1        | 合計  | チーム #2          | 第1戦 | 第2戦 |
| ---------------- | ----- | ------------------ | ----- | ----- |
| 鹿島アントラーズ | 6 - 2 | ヴィッセル神戸     | 2 - 1 | 4 - 1 |
| ガンバ大阪       | 3 - 2 | アルビレックス新潟 | 1 - 2 | 2 - 0 |

#### 第1戦
| 2015年10月7日 19:04 |

| ヴィッセル神戸 | 1 - 2    | 鹿島アントラーズ              |
| 岩波拓也 70分  | 公式記録 | 山村和也 21分 · 赤崎秀平 39分 |

| 神戸総合運動公園ユニバー記念競技場, 神戸 観客数: 6,162人 主審: 村上伸次 |

| 2015年10月7日 19:03 |

| アルビレックス新潟                      | 2 - 1    | ガンバ大阪      |
| 山本康裕 36分 · ラファエル・シルバ 90分 | 公式記録 | 大森晃太郎 33分 |

| デンカビッグスワンスタジアム, 新潟 観客数: 9,018人 主審: 松尾一 |

#### 第2戦
| 2015年10月11日 14:04 |

| 鹿島アントラーズ                                  | 4 - 1    | ヴィッセル神戸 |
| 中村充孝 16分 · 金崎夢生 53分, 74分 · カイオ 82分 | 公式記録 | 渡邉千真 21分  |

| カシマサッカースタジアム, 鹿嶋 観客数: 10,801人 主審: 扇谷健司 |

二試合合計スコア 6 - 2で鹿島アントラーズが決勝進出
| 2015年10月11日 14:04 |

| ガンバ大阪                      | 2 - 0    | アルビレックス新潟 |
| 遠藤保仁 57分 · 藤春廣輝 90+4分 | 公式記録 |                    |

| 万博記念競技場, 吹田 観客数: 11,475人 主審: 木村博之 |

二試合合計スコア 3 - 2でガンバ大阪が決勝進出

### 決勝
決勝戦は、準決勝第2戦の後半3得点で神戸を突き放し、大会最多6度目の優勝を目指す鹿島と、第1戦のビハインドから逆転で新潟を下し、4クラブ目の大会連覇を目指すG大阪の対戦となった。会場には2004年大会以来となる5万人を超える観衆が詰めかけた。
試合はG大阪に公式戦4連敗中の鹿島が序盤から攻勢を仕掛け、幾度となく決定機をつかむも、G大阪GK東口順昭のファイセーブなどもあり得点を挙げることが出来ない。一方、G大阪は鹿島の速いプレスに手こずって思うように攻撃の形を作れず、前半をスコアレスで折り返す。
後半も鹿島の攻勢を何とかしのいできたG大阪だったが、後半15分に鹿島MF小笠原満男の左CKをゴール前に飛び込んだDFファン・ソッコが頭で合わせ、鹿島がついに均衡を破る。同点に追いつきたいG大阪は徐々に攻勢を強めて流れを引き寄せかけるが、鹿島は後半21分にMFカイオを投入。これが功を奏し、後半39分、カイオの絡んだ攻撃で得たMF小笠原の左CKの流れからFW金崎夢生がヘディングシュートを決めて逆に鹿島が突き放す。さらにその2分後には、鹿島が自陣からのカウンターでMF柴崎岳のスルーパスを受けたカイオがペナルティエリア右隅から、前に出てきて、シュートコースを消しに来た、ガンバキーパーの東口順昭の左肩上を狙ったシュートを決めて、今年のナビスコカップ優勝は鹿島だと思わせるような3点目を挙げる。
試合はそのまま終了、鹿島3-0でが3年ぶり6度目の優勝を成し遂げた。鹿島はシーズン途中に監督に就任した石井正忠の球際の競り合いで体を張る「戦う姿勢」を重視した戦術が浸透し、終わってみれば、24本（前半10本、後半14本）のシュートを放ち、G大阪のシュートを5本に抑え、圧勝とも言える試合展開であった。一方、長谷川健太監督が試合後に「勝てるだろうという慢心があったのではないかと思う」 と語ったG大阪は2年連続のシーズン三冠の夢が潰えた。
| 2015年10月31日 13:10 |

| 鹿島アントラーズ                                  | 3 - 0    | ガンバ大阪 |
| ファン・ソッコ 60分 · 金崎夢生 84分 · カイオ 86分 | 公式記録 |            |

| 埼玉スタジアム2002, さいたま 観客数: 50,828人 主審: 家本政明 |

| ガンバ大阪 |    |              |      |      |
| GK         | 01 | 東口順昭     |      |      |
| DF         | 14 | 米倉恒貴     |      |      |
| DF         | 03 | 西野貴治     |      | 30分 |
| DF         | 05 | 丹羽大輝     |      |      |
| DF         | 04 | 藤春廣輝     |      |      |
| MF         | 15 | 今野泰幸     | 25分 |      |
| MF         | 07 | 遠藤保仁     |      |      |
| MF         | 13 | 阿部浩之     |      | 65分 |
| MF         | 39 | 宇佐美貴史   |      |      |
| MF         | 11 | 倉田秋       |      | 78分 |
| FW         | 29 | パトリック   | 89分 |      |
| 控え:      |    |              |      |      |
| GK         | 18 | 藤ヶ谷陽介   |      |      |
| DF         | 22 | オ・ジェソク |      |      |
| DF         | 08 | 岩下敬輔     |      | 30分 |
| MF         | 10 | 二川孝広     |      |      |
| MF         | 19 | 大森晃太郎   | 90分 | 65分 |
| MF         | 21 | 井手口陽介   |      |      |
| FW         | 09 | リンス       |      | 78分 |
|            |    |              |      |      |
| 監督       |    |              |      |      |
| 長谷川健太 |    |              |      |      |

| 2015 Jリーグカップ 優勝       |
| ----------------------------- |
| 鹿島アントラーズ 3年ぶり6回目 |

テレビ中継
- フジテレビジョン系列

## 表彰
| 表彰名           | 選手名     | 所属クラブ       | 出典   |
| ---------------- | ---------- | ---------------- | ------ |
| ニューヒーロー賞 | 赤崎秀平   | 鹿島アントラーズ | [ 13 ] |
| 大会MVP          | 小笠原満男 | 鹿島アントラーズ | [ 11 ] |

## 得点ランキング
| 順位 | 選手     | 所属               | 得点 |
| ---- | -------- | ------------------ | ---- |
| 1    | 渡邉千真 | ヴィッセル神戸     | 7    |
| 2    | 金崎夢生 | 鹿島アントラーズ   | 5    |
| T3   | 山崎亮平 | アルビレックス新潟 | 4    |
| T3   | 指宿洋史 | アルビレックス新潟 | 4    |
| T3   | 浅野拓磨 | サンフレッチェ広島 | 4    |

最終更新は2015年10月31日の試合終了時

出典: J.League Data Site

## 注記
1. ↑  柏がACLプレーオフに敗退した場合はAグループからは上位3クラブが決勝トーナメント進出予定となっていた。
2. ↑  会場は事前には非公表とされた[4] が、映像内でフジテレビV8スタジオ（『すぽると!』の放送されるスタジオ）で行われたことが明らかにされている。
3. ↑  同日はAFCチャンピオンズリーグ出場の都合で当初から延期になっていた当該4チームのJ1リーグ第1ステージ・第10節と同日開催
4. ↑  柏がAFCプレーオフに敗れて、柏戦が生じる場合には、左記のリーグ戦を優先させるため6月13日に開催する予定だった。
5. ↑  当初はノエビアスタジアム神戸にて18:00キックオフで開催する予定だったが、ピッチコンディションの悪化を理由に会場とキックオフ時間が変更された[7]。